# Côme-Damien Degland

Fotografie von Côme-Damien Degland

Côme-Damien Degland (* 6. Juli 1787 in Armentières; † 1. Januar 1856 in Lille) war ein französischer Ornithologe, Arzt und Direktor des Musée d’histoire naturelle de Lille, das heute Teil des Palais des Beaux-Arts de Lille ist.

## Leben
Sein Vater Jean-François Degland war Chefarzt des Hôpital Saint-Sauveur in Lille. Seine Schulzeit verbrachte er an der Centralschule und dem Lyceum von Douai. Im Jahre 1806 ging er nach Paris, um dort Medizin zu studieren. An der damals sehr renommierten Fakultät lehrten ihn medizinische Koryphäen wie Baron Paul-Antoine Dubois (1795–1871), Baron Philippe Boyer (1802–1858), François Chaussier (1746–1828), Philippe Pinel (1745–1826), Baron Jean-Nicolas Corvisart (1755–1821) und Jean Noël Hallé (1754–1822). Später lernte er im Hôtel-Dieu de Paris den berühmten Jean-Nicolas Marjolin (1780–1850) kennen. Dieser machte ihn zu seinem Präparator und Repetitor. Beide verband eine lebenslange Freundschaft. Weitere Mentoren Deglands waren Guillaume Dupuytren (1777–1835) und Joseph Capuron (1767–1850). Am 5. Dezember 1811 schloss er mit dem akademischen Grad Doktor der Medizin ab. Auch wenn ihn viele seiner Professoren in Paris halten wollten, entschloss er sich im Jahr 1812 als Arzt in Lille niederzulassen. Zunächst begann er als Armenarzt und wurde schließlich Arzt am örtlichen Militärhospital. Hier infizierte er sich, bedingt durch den täglichen Kontakt mit vielen Kranken, an Typhus und lag zwei Monate im Delirium. Nachdem er nur knapp dem Tode entronnen war, wandte er sich in seiner Rekonvaleszenzzeit dem Studium der Naturwissenschaften zu. Später wurde er Chirurg der Avantgarde der Stadt Lille, 1815 Chirurg der Eskadron der Nationalgarde zu Pferde, 1827 Chirurg 1. Klasse (Chirurgien major) der Artillerie und 1839 der Nationalgarde von Lille. Zuletzt arbeitete Degland wie sein Vater am Hôpital Saint-Sauveur, das er regelmäßig bis kurz vor seinem Tod durch ein Herzleiden aufsuchte.

## Degland als Naturwissenschaftler
Degland besaß eine schöne Eier- und Käfersammlung, die er der Société d’amateurs des sciences, de l’agriculture et des arts zu Lille vermachte. Außerdem hatte er eine bedeutende Sammlung von ca. 1800 europäischen Vögeln, die die Stadt Lille nach seinem Tod aufkaufte. Die Sammlung wurde zunächst unter dem Namen Musée Ornithologique de Come Damien Degland in den Galerien des städtischen Museums ausgestellt. Im Jahr 1839 erschien mit Catalogue des oiseaux observés en Europe, principalement en France et surtout dans le Nord de ce royaume sein erstes bedeutendes Werk. Es folgte 1849 2 Bände über die europäische Avifauna, die er unter dem Namen Ornithologie européenne ou catalogue descriptif, analytique et raisonné des oiseaux observés en Europe publizierte. Im ersten Band findet sich seine einzig gültige Erstbeschreibung einer Unterart der Rohrammer mit dem Namen Emberiza schoeniclus intermedia Degland, 1849. Im Jahr 1850 setzte sich Charles Lucien Jules Laurent Bonaparte (1803–1857) in einem Brief an Edmond de Selys-Longchamps (1813–1900), der den bezeichnenden Titel Revue critique de l’Ornithologie Européenne de M. Le Docteur Degland (de Lille) trug, kritisch mit dem Werk auseinander. 1851 kommentiere der Arzt und Ornithologe Jean Baptiste Marie Jaubert (1826–1884), sowohl Deglands Werk, als auch Bonapartes Rezension. Im Jahr 1867 erschien postum eine überarbeitete Fassung des Werkes. Dabei hatte er mit Jean-Joseph Zéphirin Gerbe (1810–1890) zusammengearbeitet, der das gemeinsame Werk auch vollendete und anschließend publizierte. Edouard-Louis Trouessart (1842–1927) ergänzte 1912 mit seinem Catalogue des oiseaux d’Europe : pour servir de complément et de supplément à l’«Ornithologie européenne» de Degland et Gerbe (1867) das Werk der beiden. Dmitri-Paul Solomirsky (1834–1918) lieferte 1914/15 mit dem Atlas oiseaux d’Europe. Recueil de photographies pour servir d’illustration l’ornithologie europeenne de Degland et Gerbe die Abbildungen der Vögel auf 610 Tafeln.

## Ehrerbietungen und soziales Engagement

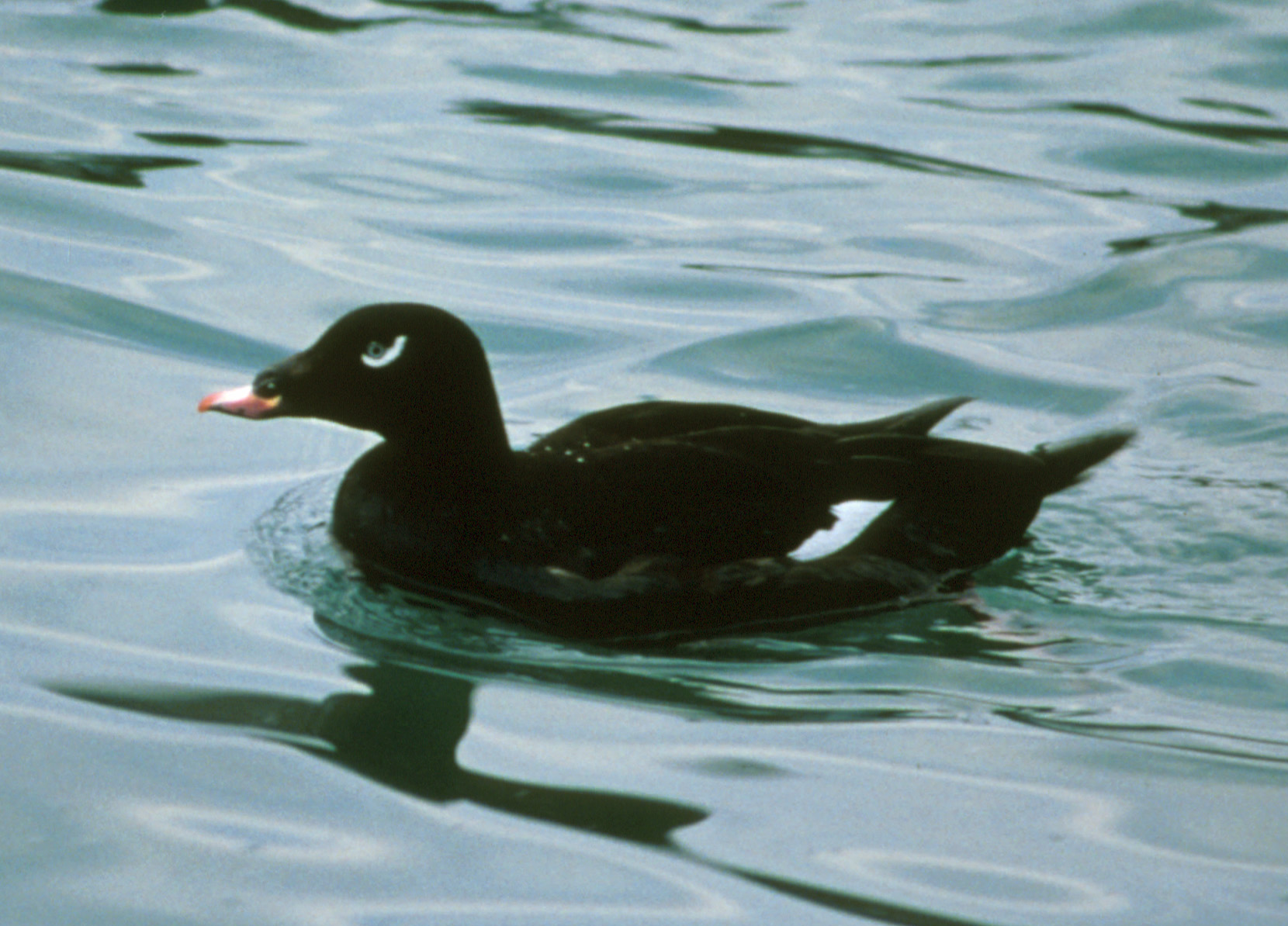
Amerikanische Samtente (Melanitta deglandi)

Im Jahre 1839 wurde er für seine geleisteten Dienste für den Staat und der leidenden Menschheit zum Ritter der Ehrenlegion ernannt. Sein soziales Engagement für die Armen führte dazu, dass er moralischen Einfluss auf die Arbeiterklasse ausüben könnte. So galt er unter ihnen als Autorität und viele der Armen erschienen ihm zu Ehren zu seiner Beerdigung. Er war Mitbegründer der Société centrale de médecine des Department Lille, dessen Arbeit er einige Jahre geleitet hat. Bei vielen Viele gelehrte Gesellschaften im In- und Auslandes wurde er zum Mitglied ernannt.
Im Rahmen seiner Rezension widmete Bonaparte 1850 das Artepitheton der Amerikanischen Samtente (Melanitta deglandi) (bei manchen Autoren Melanitta fusca deglandi) Degland, da Degland die Art zwar beschrieben hatte, aber vergessen hatte, ihr einen Namen zuzuweisen. So schrieb Bonaparte:

« Esp 484. M. Degland a bien su voir les différences entre les espèces américaines et les européennes de Maquereuses, et qui plus est, il a su exprimer beaucoup mieux que les autres. C’est donc encore plus par justice que par défénce que je propose de donner son nom à la Double-Marquereuse d’Amérique qu’il a le premier et si bien distinguée, laquelle dès à présent porte dans mes écrits le nom d’OÏMEDIA DEGLANDI. »

„Art 484. Herr Degland hatte die Unterschiede zwischen amerikanischen und europäischen Arten der Meerente erkannt, und was noch wichtiger ist, er konnte es viel besser als andere zum Ausdruck bringen. Es ist daher mehr als gerecht und zu rechtfertigen, dass ich den Namen dieser doppelten amerikanischen Meerente, die hier zum ersten Mal beschrieben und so unterschieden wurde, in meinen Schriften unter dem Namen d’OÏMEDIA DEGLANDI führe.“

Im Englischen findet man deshalb auch den Trivialnamen Degland’s White-winged Scoter.
In Lille wurde die Rue Degland, eine Querstraße zwischen der Rue Léon Gambetta und der Rue des Sarrazins, zu seinen Ehren benannt.

## Mitgliedschaften
1847 wurde Degland Mitglied Nummer 313 bei der Société Cuvierienne.

## Werke
- Description d’un ver filiforme rendu par le vomissement, Société d’amateurs des sciences, de l’agriculture et des arts de Lille, 1819–1822. Lille, 1823, S. 166
- Tableau des oiseaux observés dans le Nord de la France, Lille, Impr. Danel 1831
- Notice sur les Labbes d’Europe, extrait des Mémoires de la Société Royale des sciences de Lille, 1833
- Catalogue des oiseaux observés en Europe, principalement en France et surtout dans le Nord de ce royaume, Lille Impr. Danel, 1839
- Ornithologie européenne ou catalogue descriptif, analytique et raisonné des oiseaux observés en Europe, Band 1, Paris, Librairie encyclopédique de Roret, 1849
- Ornithologie européenne ou catalogue descriptif, analytique et raisonné des oiseaux observés en Europe, Band 2, Paris Librairie encyclopédique de Roret, 1849
- Zusammen mit Jean-Joseph Zéphirin Gerbe: Ornithologie européenne, ou Catalogue descriptif, analytique et raisonné des oiseaux observés en Europe, Band 1, Paris, J. B. Baillière et fils, 1867
- Zusammen mit Jean-Joseph Zéphirin Gerbe: Ornithologie européenne, ou Catalogue descriptif, analytique et raisonné des oiseaux observés en Europe, Band 2, Paris, J. B. Baillière et fils, 1867